# فردیناند مور
فردیناند مور (استونیایی: Ferdinand Murr; ۲۳ اوت ۱۹۱۲ – ۳ ژوئن ۱۹۷۸) بازیکن فوتبال اهل استونی بود.
وی همچنین در تیم ملی فوتبال استونی بازی کرده‌است.